# Широкогоров, Иван Иванович
Иван Иванович Широкогоров (1869—1946) — российский учёный-патологоанатом, академик АМН СССР (1944), академик АН Азербайджанской ССР (1945), заслуженный деятель науки Азербайджанской ССР (1936).

## Биография
Родился 15 июля 1869 года в Юрьевском уезде Владимирской губернии. В 1890 году окончил Владимирскую духовную семинарию. С 1896 года учился на медицинском факультете Юрьевского университета, который окончил в 1901 году и стал работать помощником доцента анатомии на кафедре общей патологии этого университета. По направлению Юрьевского университета совершенствовался за границей: в 1903 году — в Берлине (в музее Вирхова и в патологическом институте), в 1908 году — в Париже (Пастеровском институте у И. И. Мечникова). Между этими двумя научными командировками в 1904—1906 годах он был военным врачом на Дальнем Востоке, участвуя в организации борьбы с эпидемией т. н. Манчжурского тифа (паратифа) и брюшного тифа; сделал большое количество (около 100 случаев) патолого-анатомических и бактериологических исследований, предоставив собранный материал по патологической анатомии, бактериологии и эпидемиологии этого заболевания в управление приморского военно-санитарного инспектора. За эту работу он был командирован военным ведомством в дальнее плавание, которое дало возможность познакомиться с научными и больничными учреждениями в Японии, Индо-Китае, Индостане и Константинополе.; в Джибути он ознакомился с тамошней проказой. В 1907 году защитил диссертацию на степень доктора медицины «Адреналиновый склероз артерий» (Юрьев, 1907).
В 1908—1915 годах — приват-доцент, в 1915—1917 годах — профессор кафедры общей патологии Юрьевского университета. Читал сначала систематический, а затем демонстративный курс патологической анатомии, кроме того, в 1911 и 1912 годах временно занимал кафедру нормальной гистологии. Одновременно с этим читал лекции по общей патологии на медицинском факультете юрьевских университетских курсов. Летом 1911 году организовал бактериологическую лабораторию и изучал проказу в колонии для прокаженных «Крутые Ручьи» (Ямбургский уезд, Санкт-Петербургской губернии).
В 1913 году после присуждении ему Советом университета стипендии имени Heimburger’a был командирован в Англию; работал в Лондоне в «Imperial Cancer Research Fund». В августе того же года на международном медицинском конгрессе сделал доклад по поводу своих исследований в области строения нервных клеток.
В 1914 году во время Первой мировой войны по поручению российского общества Красного Креста организовал отряд для борьбы с эпидемическими болезнями на фронте.
В 1918 году Юрьевский университет был эвакуирован в Воронеж, а Широкогоров оказался в Закавказье, где принял участие в создании медицинского факультета Тифлисского университета и в течение года руководил кафедрой гистологии и патологической анатомии этого факультета. С 1919 года и до конца жизни возглавлял кафедру патологической анатомии медицинского факультета Бакинского университета; в 1919—1928 годах был первым деканом факультета. Из постановления правительства Азербайджанской Демократической Республики от 8 сентября 1919 года:
Избранных университетской комиссией заслуженного профессора по кафедре оперативной хирургии В. И. Разумовского и профессора по кафедре патологической анатомии И. И. Широкогорова утвердить: первого — ректором, а второго — деканом медицинского факультета Бакинского государственного университета.
. В 1924 году он был избран председателем основанного им Азербайджанского общества патологов. Принимал участие в организации Института микробиологии и гигиены в Баку и состоял его директором до июня 1925 года, когда оставил эту должность, оставшись заведующим патолого-анатомическим отделением этого института.

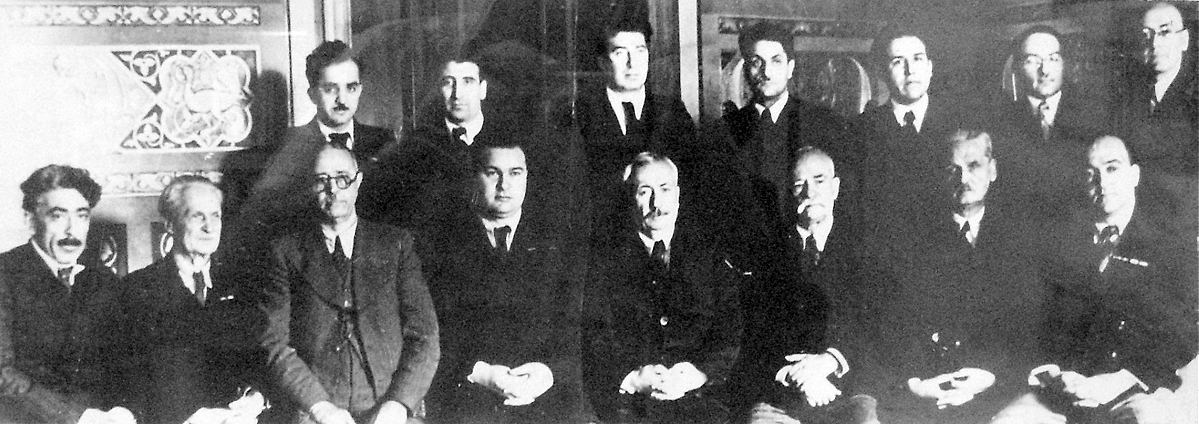
Первые члены Президиума АН АзССР, 1945 г.
Нижний ряд (слева направо, сидят): поэт С. Вургун, учёный-гидравлик И. Г. Есьман, У. Гаджибеков, А. А. Ализаде, президент Академии М. Миркасимов, И. И. Широкогоров, А. А. Гроссгейм, М. А. Топчибашев (учёный, хирург).
Стоят: Ю. Мамедалиев, М. А. Ибрагимов, Ш. А. Азизбеков, Г. Н. Гусейнов, Мир-Али Кашкай, С. А. Дадашев, М. А. Усейнов

И. И. Широкогоров был одним из действительных членов-основателей Академии медицинских наук СССР и Академии наук Азербайджанской ССР. Награждён орденом «Знак Почёта» и медалями.
И. И. Широкогоров — автор около 130 научных работ, большинство которых посвящено патологической анатомии чумы, проказы, лейшманиоза, малярии и других инфекционных болезней (Субтропические болезни Закавказья и в частности Азербайджана. — Баку, 1932; Чума. — Баку, 1933). Наибольшей известностью пользуются его патологоанатомические исследования при малярии с описанием изменений в селезёнке, печени и костном мозге, названных имлиеногепа-томедуллярным синдромом. В 1923 году им было установлено, что в основе сосудистых реакций, наблюдаемых при инфекционных болезнях, лежат гистологические изменения в симпатических ганглиях.
Умер 11 сентября 1946 года в Москве. Похоронен на Введенском кладбище в Москве (уч. 23).